# Fujara
La fujara es una flauta de tesitura baja o (bajos), de dimensiones que oscilan entre 1,70 y 2 metros de longitud. Se encuentra principalmente en Podpolana, una región de Eslovaquia. Tres son los únicos agujeros que maneja el intérprete, y dado que estos son frontales, y que uno de ellos se obtura con el dedo pulgar, resulta complejo sostener el instrumento con la mano. Para ello, el músico lo sujeta en posición vertical, apretándolo contra el cuerpo longitudinalmente, y sin que toque el suelo. Las escalas que se obtienen de la fujara se consiguen con cambios de presión en el aire emitido, de igual forma que en las flautas de tres agujeros existentes tanto en España como en otros países de Europa y Sudamérica.
El instrumento, originalmente utilizado por pastores, alcanza tres octavas, aunque su utilización más frecuente se desarrolla en la octava media. A veces se reúnen varios intérpretes tocándolas simultáneamente.
La fujara y su música fue proclamada en 2005 e inscrita en 2008 como Patrimonio Cultural Inmaterial de la Humanidad de la Unesco.